# Olcinia dentata
Olcinia dentata är en insektsart som beskrevs av De Jong, C. 1939. Olcinia dentata ingår i släktet Olcinia och familjen vårtbitare. Inga underarter finns listade i Catalogue of Life.